# بوریس بابایان
بوریس آرتاسی بابایان (ارمنی: Բորիս Արտաշեսի Բաբայան؛ زادهٔ ۲۰ دسامبر ۱۹۳۳) یک دانشمند رایانه و مهندس اهل ارمنستان است.

## زندگی‌نامه
وی در در [[]] به دنیا آمد و از [[]] فارغ‌التحصیل گشت. وی همچنین برنده جوایزی همچون جایزه لنین، جایزه دولتی اتحاد شوروی شد. 